# Cantó de Beauvoir-sur-Mer
El cantó de Beauvoir-sur-Mer és un cantó francès del departament de la Vendée, situat al districte de Les Sables-d'Olonne. Té 4 municipis i el cap es Beauvoir-sur-Mer.

## Municipis
- Beauvoir-sur-Mer
- Bouin
- Saint-Gervais
- Saint-Urbain

## Història
| Data d'elecció                           | Identitat     | Partit                         | Qualitat |
| ---------------------------------------- | ------------- | ------------------------------ | -------- |
| 1945-1998                                | Raoul Pelote  | Divers droite, després UDF-CDS |          |
| 1998-                                    | Michel Dupont | Divers droite                  |          |
| les dades anteriors no són pas conegudes |               |                                |          |
|                                          |               |                                |          |

| A partir de 1990: Població sense dobles comptes |